# كيم يونغ-سام
كيم يونغ-سام (هانغل: 김영삼) هو لاعب كرة قدم كوري جنوبي في مركز الوسط، ولد في 4 أبريل 1982 في كوريا الجنوبية. لعب مع أولسان هيونداي.

## وصلات خارجية
- كيم يونغ-سام على موقع الاتحاد الدولي (مؤرشف)  (الإنجليزية)
- كيم يونغ-سام على موقع دوري كوريا الجنوبية (الإنجليزية)
- كيم يونغ-سام على موقع قاعدة بيانات كرة القدم.إي يو (الإنجليزية)